# Renault 10
Renault 10 je bil nekdanji štirivratni družinski avtomobil francoske tovarne Renault. Bil je za 200 mm daljši in zato nekoliko udobnejši kot model Renault 8. S proizvodnjo vozila so pričeli leta 1966, prenehali pa so ga izdelovati že leta 1971. Tudi R10 je imel tako kot njegov manjši brat motor in pogon zadaj. Motor je ob prostornini 1108 ccm razvil hitrost do 135 km/h.
Tudi ta model so nekaj časa izdelovali v ljubljanskem Litostroju.